# Gremio de San Lucas de Haarlem

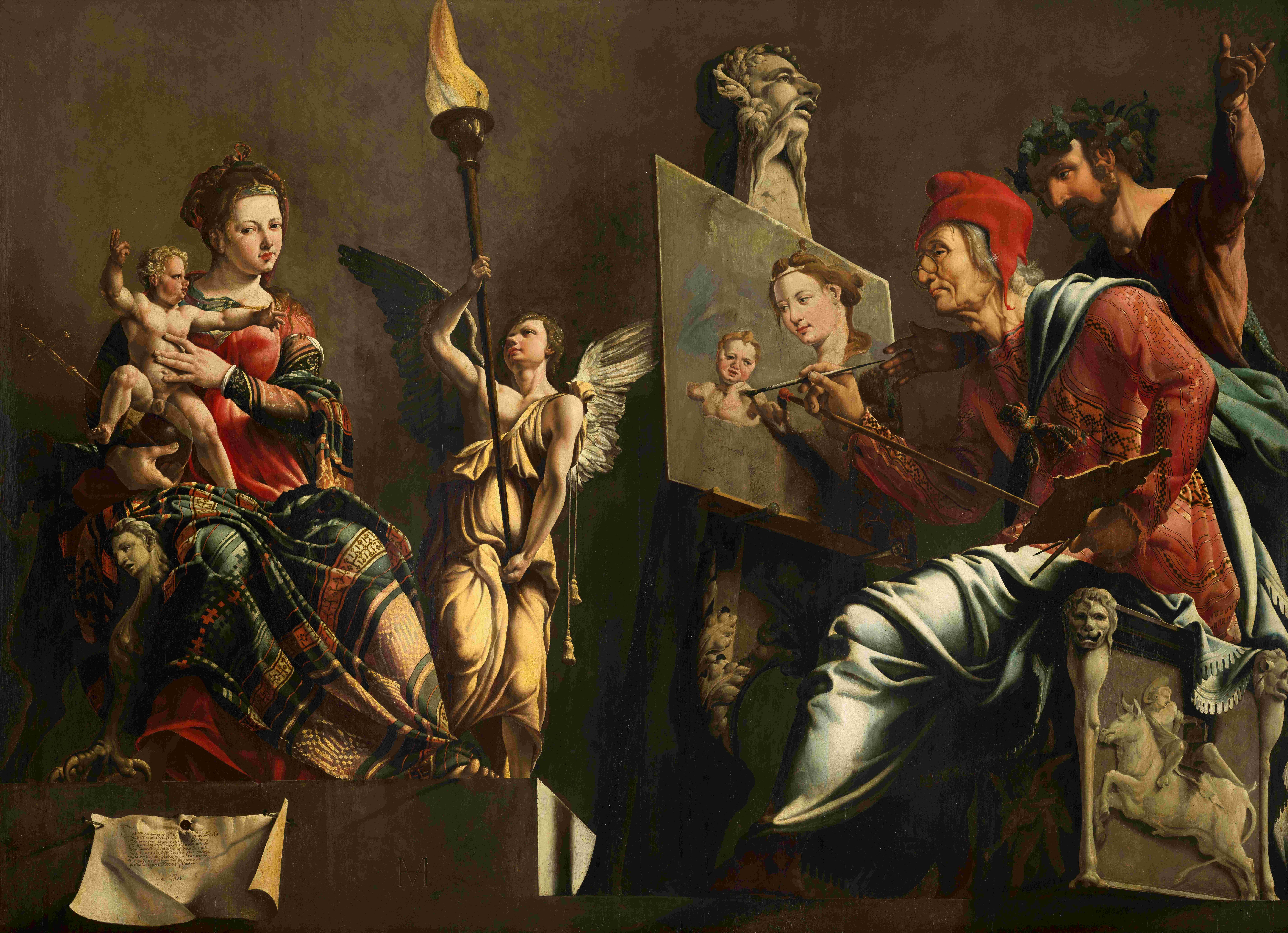
San Lucas pintando a la Virgen, pintado al óleo sobre tabla por Maarten van Heemskerck antes de partir para Italia en 1532.

El gremio de San Lucas de Haarlem, inicialmente una cofradía religiosa, fue el gremio de una gran cantidad de oficios artísticos puestos bajo el patrocinio de san Lucas el Evangelista y san Eloy. 

## Historia

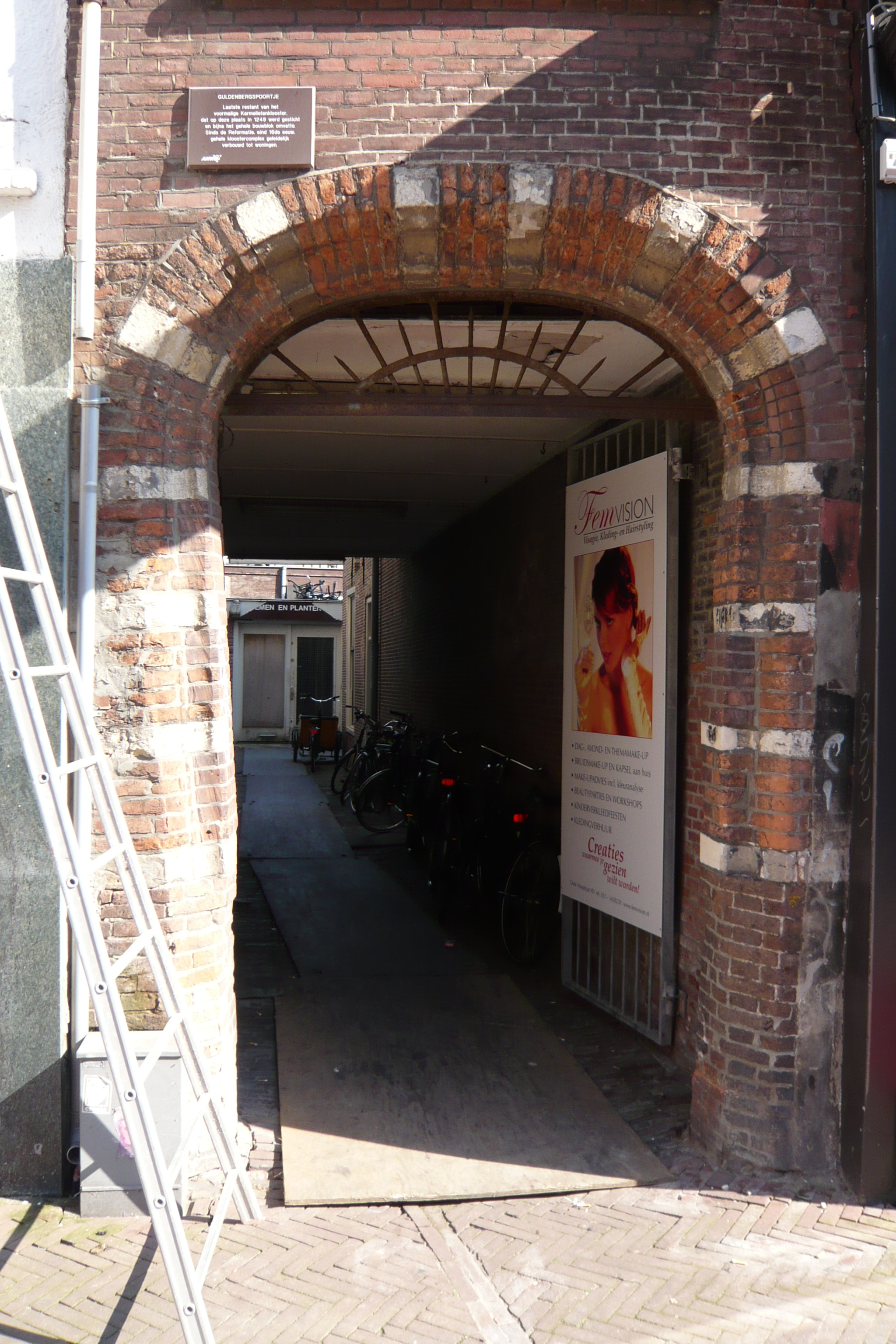
Entrada al monasterio original de los carmelitas y de Vrouwebroerskerk. Llamado Guldenbergspoortje o Puerta de la Montaña Dorada en la calle Grote Houtstraat de Haarlem.

En vida de Geertgen tot Sint Jans es probable que hubiese ya un gremio de pintores en Haarlem, pero se han perdido todos los registros de tal organización. Si existió, probablemente habría estado vinculado a la iglesia de San Juan en Haarlem, donde Geertgen trabajaba como un pintor respetado. La primera mención al gremio de San Lucas de Haarlem es de 1496, cuando en la catedral de San Bavón se les cedieron los derechos del altar que hasta entonces había estado dedicado a la Ascensión de la Virgen. Este es posiblemente también el año en que el gremio cambió su altar de la iglesia de San Juan a la de San Bavón. El gremio lo formaban pintores, doradores y orfebres, con San Lucas como patrón de los pintores y San Eloy como patrón de los orfebres. 

### Primera ordenanza
La primera ordenanza del gremio ya no existe y la más antigua conservada en los archivos es de 1514. Esa ordenanza permaneció vigente hasta el Beeldenstorm —ataque a las imágenes—, momento en el que el altar del gremio encontró alojamiento temporal en la Vrouwenbroerskerk, ya que la iglesia de San Bavón se había hecho protestante y todos los gremios la habían abandonado. La Vrouwenbroerskerk era la iglesia de los Carmelitas, cuyo monasterio ya no existe, pero cuyos archivos sobreviven actualmente. Del complejo original, solo la puerta de entrada sigue en pie en la Grote Houtstraat. Estos archivos registran que un kessophel (casulla) fue donado a este altar en 1575 por Elisabeth van Dorp. Después del asedio de la ciudad en 1573, Haarlem se convirtió en un enclave católico bajo el dominio de Felipe II de España. No fue hasta 1577 cuando el obispo local Godfried van Mierlo puso su sello al tratado llamado Satisfactie van Haarlem donde prometía jurar lealtad a Guillermo de Orange en lugar de a Felipe II, con la condición de que los católicos mantuvieran los mismos derechos que los protestantes. Aunque Haarlem, al igual que Ámsterdam con su Alteratie, revirtió los derechos católicos de esta Satisfactie un año más tarde, fue esta reputación especial de amistad católica la que atrajo a muchos del sur y la que se sumó a la riqueza de la ciudad en su época dorada. 
En 1576, el 28 de septiembre se tomó la decisión de hacer una pieza devocional para san Eloy, ya que en ese momento solo estaba representado San Lucas. Esto se refiere a la pintura de Martin van Heemskerck, que no muestra a san Eloy, pero presenta a San Lucas pintando a la Virgen. Esta pintura era bastante grande, y aunque muestra a un ceramista (loza) y San Lucas y las esculturas y tallas de madera abundan en él, no hay indicios de ningún trabajo de orfebre en el cuadro. Karel van Mander registra el papel firmado en la parte inferior de la pintura y afirma que Heemskerck lo pintó para sus colegas en el gremio. Heemskerk había pintado este cuadro antes de viajar a Italia, y cuando regresó se convirtió en el maestro de la fundación del gremio de 1550-1552. Aparentemente, los orfebres estaban insatisfechos con su representación en la organización del gremio, y esto causó una disputa dentro del mismo, porque los orfebres se separaron para constituir su propio gremio en 1576, para regresar nuevamente con las ordenanzas de 1590.

### Ordenanza de 1590
Después del asedio de Amberes en 1585, muchas familias huyeron al norte y, dado que Amberes era un importante centro de pintura, el mercado de Haarlem se inundó de pintores profesionales que compitieron con los propios artesanos de Haarlem. Para proteger el mercado, se emitieron unas nuevas ordenanzas en 1590. El hecho de que esto era necesario se evidencia en que se emitieron nuevas ordenanzas poco después del asalto a las imágenes en la mayoría de las ciudades holandesas que se habían convertido al protestantismo y se vieron envueltas en la guerra de los Ochenta Años.

## Algunas becarios del gremio después de la Reforma.
- 1593: Cornelis Engelsz, (padre de Johannes Cornelisz Verspronck )[3]
- 1597: Cornelis Claesz van Wieringen[3]
- 1600: Frans Pietersz de Grebber, (padre de los pintores Pieter, Maria y Albert )
- 1610: Frans Hals, (padre de los pintores Harmen, Frans, Reynier y Nicolaes ), Floris Claesz van Dijck[3]
- 1612: Willem Buytewech, Esaias van de Velde, Hércules Seghers[3]
- 1613: Jan van de Velde[3]
- 1614: Jacob van Campen[3]
- 1616: Pieter de Molyn[3]
- 1617: Jan van Goyen[3]
- 1623: Salomon van Ruysdael, Pieter Saenredam, Pieter Post, Hans Bollongier, Johannes Bosschaert
- 1628: Pieter Soutman,[4] Jan Matham (hijo de Jacob Matham ), Jan Wils[3]
- 1630: Salomon de Bray, (padre de los pintores Jan, Dirck y Jozef )
- 1631: Willem de Poorter, Willem Claeszoon Heda, Sara van Baalbergen[3]
- 1632: Jan Cornelisz Verspronck, Pieter de Grebber,[4] Jan Coelenbier, Pieter van Berendrecht, Johannes Berendrecht[3]
- 1633: Judith Leyster[3]
- 1634: Adriaen van Ostade[3]
- 1636: Jacob Duck[3]
- 1639: Ángel de Philips, Floris van Schooten[3]
- 1640: Philips Wouwerman[3]
- 1642: Nicolaes Berchem (como Claes Pietersen, hijo de Pieter Claesz ), Barent Gael[3]
- 1643: Isaac van Ostade, Gerrit Claesz Bleker, Cornelis Gerritsz Decker[3]
- 1644: Claes van Beresteyn,[5]
- 1645: Pieter Cornelisz Verbeeck[3]
- 1646: Pieter Wouwerman,[4] Frans Post, Guillam Dubois[3]
- 1647: Hendrick Mommers[3]
- 1649: Vincent van der Vinne
- 1651: Caesar van Everdingen[3]
- 1653: Cornelis Visscher[3]
- 1654: Cornelis Pietersz Bega, Job Adriaensz Berckheyde[3]
- 1655: Jan Wouwerman[6]
- 1659: Josua de Grave[3]
- 1660: Gerrit Adriaenszoon Berckheyde, Isaak van Nickelen[3]
- 1661: Jan Steen, Cornelis Beelt[3] Isaack Vermeer[6]
- 1662: Reyer van Blommendael.
- 1663: Edwaert Collier
- 1664: Jacob Salomonsz van Ruysdael, Jan de Bray[6] Thomas Heeremans[3]
- 1666: Pieter Fris[3]
- 1667: Jan de Bray[3]
- 1669: Jacob van Huchtenburg[3]
- 1670: Jan van Huchtenburg[3]
- 1671: Dirck de Bray[3]
- 1678: Dirk Maas[3]
- 1679: Cornelis Dusart[3]
- 1688: Jan van Nickelen[3]
- 1706: Frans Decker

## Pérdida de la reliquia de San Lucas
En 1517, el pintor Barthel Pons donó una reliquia de San Lucas para el altar, que la había recibido del cardenal Christoforo da Forli (con el título adicional S. Maria Aracoeli). Esta reliquia fue acompañada por una indulgencia de 100 días para quienquiera que dijera un Paternoster y un Ave Maria en el altar. Al parecer, Pieter Fransz de Grebber entregó esta reliquia al fraile franciscano Joannes Cloribus van Brugge en 1627 para su custodia. En 1632, los maestros del gremio de San Lucas estaban muy molestos por esto y Salomon de Bray intentó recuperarla, pero fue en vano. En 1641 intentaron una vez más recuperar la reliquia, pero parece que había desaparecido.

## Las ordenanzas fallidas de 1631

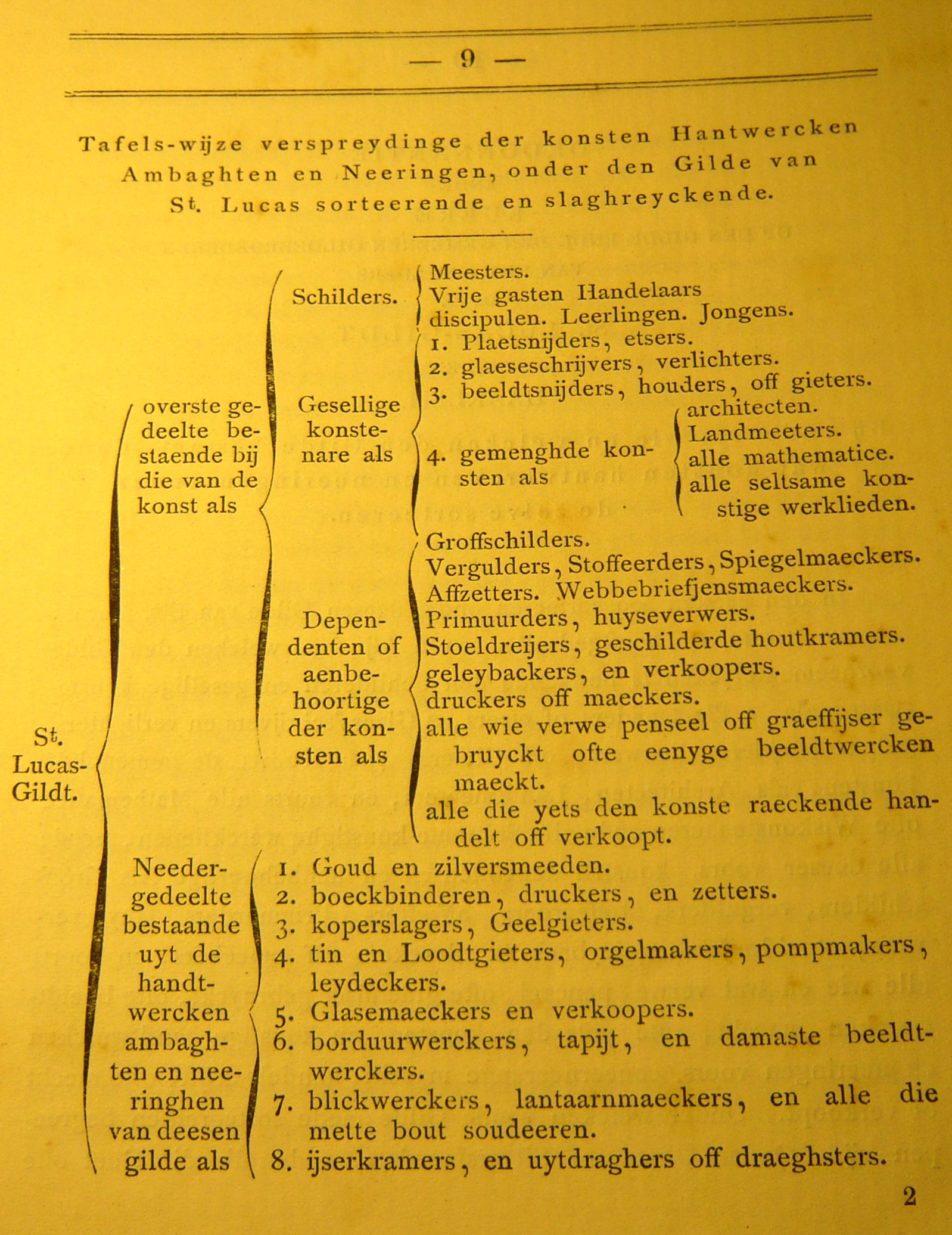
Transcripción de la organización del gremio propuesta por Salomon de Bray en 1631.

La inmigración de pintores flamencos después de la caída de Amberes en 1585 sumó mucho a la comunidad de pintores de Haarlem y, artísticamente, la ciudad floreció, con una producción asombrosa de pinturas al óleo. Entre 1605 y 1635 se produjeron más de 100.000 cuadros en Haarlem. Sin embargo, la competencia por los encargos fue muy alta, y las ordenanzas de 1590 aparentemente no se consideraron lo suficientemente protectoras. En 1631 fue aprobada una nueva ordenanza, y esta ordenanza es tan detallada que nos dice mucho más sobre el arte de la pintura y el arte en general que sobre los artistas. Fue preparada por Salomon de Bray, y describía una organización de los miembros del gremio que aparentemente se encontró con mucha oposición. Su primera petición para aprobar esta ordenanza fue rechazada con el comentario de que era demasiado larga, y en el segundo intento tampoco fue aprobada. Esencialmente, la carta de 1590 se mantuvo hasta que el gremio se disolvió por completo en 1795 por decreto napoleónico.

### Los maestros del gremio en 1631
En la introducción a la carta de 1631, los guildmasters presentan su propuesta de ordenanza a los dirigentes de la ciudad. Los firmantes de esta propuesta fueron Pieter de Molijn, Outgert Ariss Akersloot, Willem Claesz Heda, Salomon de Bray, Cornelis Cornelisz, Cornelis Claesz van Wieringen, Floris van Dyck e Isaak Halinck.
| Gremio de San Lucas | Los artistas  | Pintores                                                                           | Maestros |
| Gremio de San Lucas | Los artistas  | Pintores                                                                           | Comerciantes de arte, estudiantes, niños.                                                                          |
| Gremio de San Lucas | Los artistas  | Artesanos:                                                                         | Grabadores, vidrieros, escultores, metalúrgicos.                                                                   |
| Gremio de San Lucas | Los artistas  | Artesanos:                                                                         | Arquitectos, topógrafos, matemáticos, artes raras.                                                                 |
| Gremio de San Lucas | Dependientes: | Pintores toscos, fabricantes de platos, fabricantes de espejos, pintores de casas. | Otras artes: |
| Gremio de San Lucas | Dependientes: | Pintores toscos, fabricantes de platos, fabricantes de espejos, pintores de casas. | Impresores, cerámistas, mezcladores de pintura, grabadores.                                                        |
| Gremio de San Lucas | Dependientes: | Artesanías más bajas:                                                              | Orfebrería de oro y plata, encuadernadores, trabajadores de cobre, latón, estaño y plomo, fontaneros y techadores. |
| Gremio de San Lucas | Dependientes: | Artesanías más bajas:                                                              | Fabricantes de vidrio, bordadores, fabricantes de alfombras, tejedores, fabricantes de linternas y soldadores.     |

## Legado

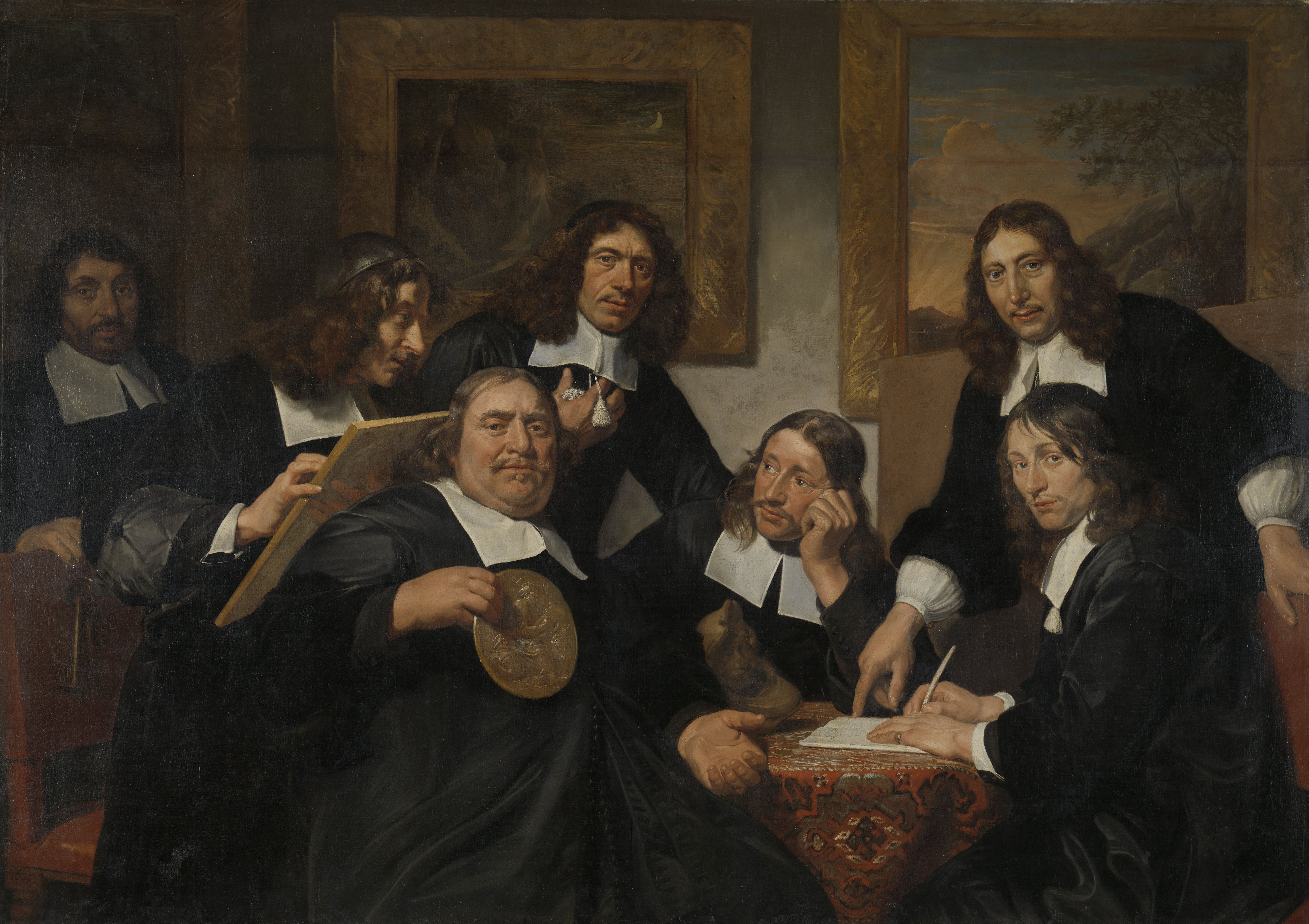
Los gobernadores del gremio de Haarlem de San Lucas en 1675. El hijo de Salomon, Jan de Bray, se pintó segundo desde la izquierda.

Desafortunadamente, los archivos del gremio de Haarlem de San Lucas cayeron en desorden entre el período en que los gremios se disolvieron en Haarlem (1795) y 1860. A lo largo de los años, los historiadores han intentado hacer listas de registros de archivos, utilizando los archivos personales de la familia de Bray (especialmente de Salomon de Bray en la década de 1630) y la familia van der Vinne (en particular, Vincent Laurensz van der Vinne de la década de 1650). ) y gracias principalmente a los esfuerzos de Adriaan van der Willigen Pz. en 1866 y 1870. Un inventario reciente de Hessel Miedema ha ayudado a dar una idea de los restos, mientras que los archivos de Haarlem han podido comprar los registros perdidos de investigadores entusiastas del siglo XIX que nunca devolvieron algunos materiales prestados. 